# Алфред Уордън
Альфред Уордън (на английски: Alfred Merrill Worden) е бивш американски астронавт, инженер, полковник от ВВС на САЩ.

## Биография
Роден е на 7 февруари 1932 г. в Джаксън, щата Мичиган. След завършване на средно образование в родния си град постъпва за обучение във Военната академия на САЩ в Уест Пойнт, където получава бакалавърска степен през 1955 г., а през 1963 г. и магистърска степен по авиационно строителство и приборостроене от Университета Мичиган. Става почетен доктор по космическо инженерство в същия университет през 1971 г.
Пое време на службата си като пилот на изтребител и летец-изпитател има налетяни повече от 4000 часа на различни типове самолети.

## НАСА
Избран е за астронавт през 1966 г. Член е на резервния екипаж на Аполо 9 и Аполо 12 като пилот на командния модул.
За такъв е назначен и в основния екипаж на Аполо 15, на борда на който осъществява и единствения си космически полет от 26 юли до 7 август 1971 г. Негови спътници са Дейвид Скот – командир и Джеймс Ъруин – пилот на лунния модул. Той е един от 24 души, които стигат до Луната, но не стъпва на нея.

## Интересни факти
Алфред Уордън попада в Книгата на рекордите на Гинес като „„най-самотния“ човек“
Максималното разстояние, на което един астронавт се намира от друг е 3596,4 км 30 юли – 1 август 1971 г. По време на лунната експедиция Алфред Уордън управлява командния модул на космическия кораб „Аполо 15“, намиращ се на окололунна орбита, а в това време Дейвид Скот и Джеймс Ъруин се намират в база „Хадли“ и изследват лунната повърхност.
През 1971 г. е награден с медала на НАСА „За изключителни заслуги“. Женен, с три деца.